# Tiphaine Samoyault
Tiphaine Samoyault (* 1968 in Boulogne-Billancourt) ist eine französische Literaturwissenschaftlerin und Schriftstellerin.

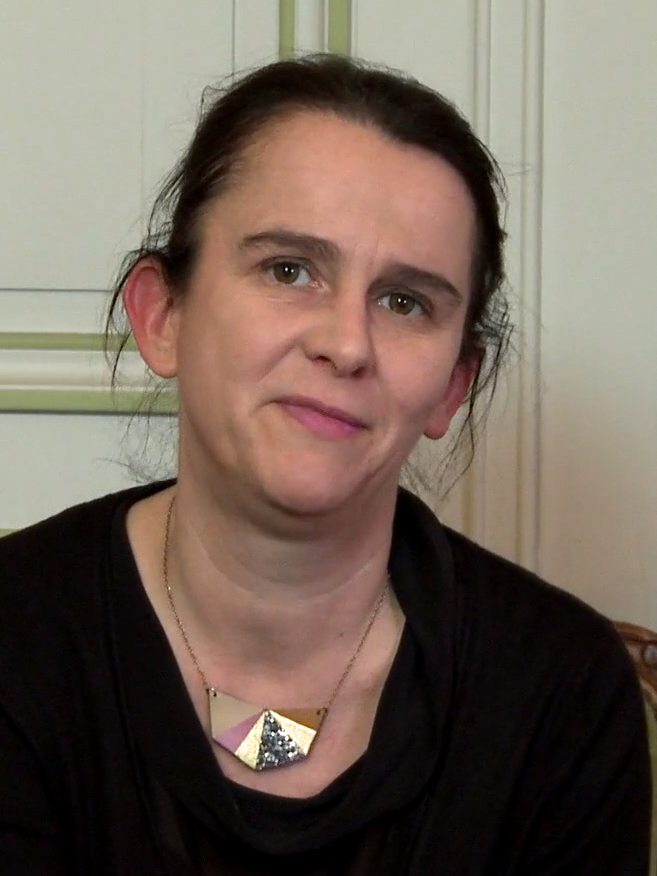
Tiphaine Samoyault (2015)

## Leben
Tiphaine Samoyaults Vater Jean-Pierre Samoyault hatte als Konservator eine Dienstwohnung im Schloss Fontainebleau; der Titel von Samoyaults erstem Roman La Cour des Adieux spielt darauf an.
Samoyault besuchte die École normale supérieure (ENS) in Paris und wurde 1996 mit der Dissertation Romans-Mondes, les formes de la totalisation romanesque au vingtième siècle promoviert. Sie war 2000/2001 als Stipendiatin an der Villa Medici in Rom. Ihre Habilitationsschrift 2003 hatte das Thema Actualité de la fiction : théorie, comparaison, traduction.
Samoyault wurde Hochschullehrerin an der Universität Paris VIII und sie erhielt 2012 eine Professur für Komparatistik an der Universität Paris III. Neben wissenschaftlichen Arbeiten schrieb Samoyault Einführungen für Neuausgaben von Électre von Jean Giraudoux (1997), W ou le souvenir d’enfance von Georges Perec (1997), Impressions d’Afrique von Raymond Roussel (2005), Locus Solus von Roussel (2005), Le Grand Meaulnes von Alain-Fournier (2009). Samoyault war an der Neuübersetzung von James Joyce Ulysses beteiligt.
Samoyault wirkte mit in der Redaktion des Verlags Éditions du Seuil, bei France Culture und bis 2015 in der Zeitschrift La Quinzaine littéraire und danach in der Zeitschrift En attendant Nadeau. Samoyault veröffentlichte mehrere Romane und Erzählungen sowie eine Biografie von Roland Barthes.

## Schriften (Auswahl)
- Le monde des pictogrammes. Paris : Circonflexe, 1995
  - Die Welt der Piktogramme. Übersetzung Patricia Lux-Martel. Vevey : Mondo-Verlag, 1998
- Le monde des alphabets. Paris : Circonflexe, 1995
  - Die Welt der Alphabete. Illustrationen Frida Phodox, Übersetzung Patricia Lux-Martel. Vevey : Mondo-Verlag, 1997
- Excès du roman : essai. Paris : Maurice Nadeau, 1999
- La Littérature et mémoire du présent. Nantes : Pleins feux, 2001
- L’intertextualité : mémoire de la littérature. Paris : Nathan, 2001
- La montre cassée : forme et signification d’un motif dans les arts du temps. Paris : Verdier, Lagrasse, 2004
- La Cour des adieux. Roman. Paris : Maurice Nadeau, Paris, 1999
- Météorologie du rêve : roman. Paris : Le Seuil, 2000
- Les Indulgences. Roman. Paris : Le Seuil, 2003
- La Main négative : récit. Paris : éditions Argol, 2008
- Bête de cirque : récit. Paris : Le Seuil, 2013
- Roland Barthes. Paris : Le Seuil, 2015
  - Roland Barthes : die Biografie. Übersetzung Maria Hoffmann-Dartevelle, Lis Künzli. Berlin : Suhrkamp, 2015
- A comme boa : Tiphaine Samoyault – Agnès Thurnauer. Ixelles : Thalie Art Foundation, 2018
- Traduction et violence. Paris : Seuil, 2020